# Robert Wagner (skuespiller)
|  | For andre personer med dette navn, se Robert Wagner |
Robert Wagner (født 10. februar 1930) er en amerikansk skuespiller. Han spillede med i Den lyserøde panter fra 1963